# Barreirinha
Barreirinha est une municipalité brésilienne de l'État d'Amazonas.